# 聖三一大教堂 (新西敏)
聖三一大教堂是聖公會新西敏教區位於卑詩省新西敏的一座大教堂。該堂區成立於1859年，目前的教堂建築則於1902年竣工。它是新西敏教區內第二古老的堂區，僅次位於楓樹嶺的聖約翰堂區。

## 历史
聖三一大教堂教區成立於1859年。1860年，在现址上建造了一座木结构教堂。这座教堂于1865年被大火烧毁。第二座教堂由石头建成，建於1867年，其建筑面积与目前的建筑大致相同，並在1892年被立为聖公會新西敏教区的第一座大教堂。 但該教堂在1898年的大火中被摧毁。現存的聖三一大教堂建於1899至1902年。 

150年来，圣三一教堂一直是皇家西敏军团的礼拜堂。在此之前，皇家工程兵团的军官们会前往聖三一教堂；士兵们会前往圣母玛利亚教堂。
1929年，新西敏大主教正式将教座遷至位於温哥华的基督教堂座堂。 儘管聖三一大教堂不再是该教区的主教座堂，但允许其名称中保留「大教堂」一词。

## 外部連結
维基共享资源上的相關多媒體資源：聖三一大教堂
- 官方网站